# Zónatarifa
A zónatarifa a Baross Gábor által 1889-ben foganatosított MÁV-tarifareform nevezetes újítása.
Baross Gábor ötletére a vasúti hálózatot távolsági zónákra osztották, a szomszédos zóna állomásai között lényegesen leszállították a díjtételeket, míg 225 kilométer felett egy végtelen zónát hoztak létre, ahol nem emelkedett a viteldíj. Budapestről Brassóba ugyanannyiba került az útiköltség, mint Nagyváradra.
A hozott intézkedések megnövelték az utazási kedvet, mindenekelőtt a közeli településekre, valamint a nagyobb távolságra utazóknál. A szakemberek előzetes aggodalmaskodásával szemben komoly nyereséget hozott a MÁV (és az államháztartás) számára.